# SSD-minne

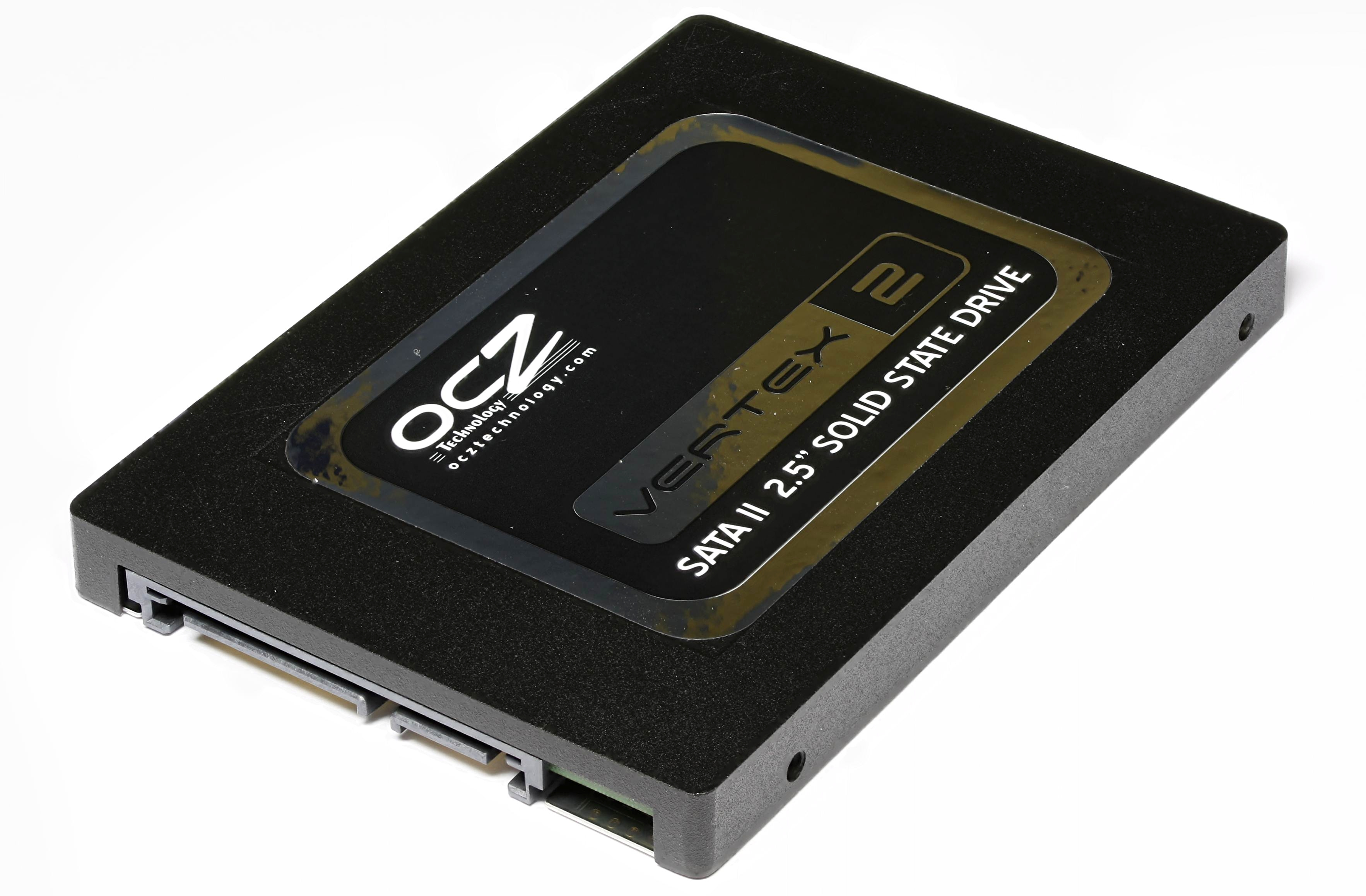
SSD-minne i 2,5 tums formfaktor

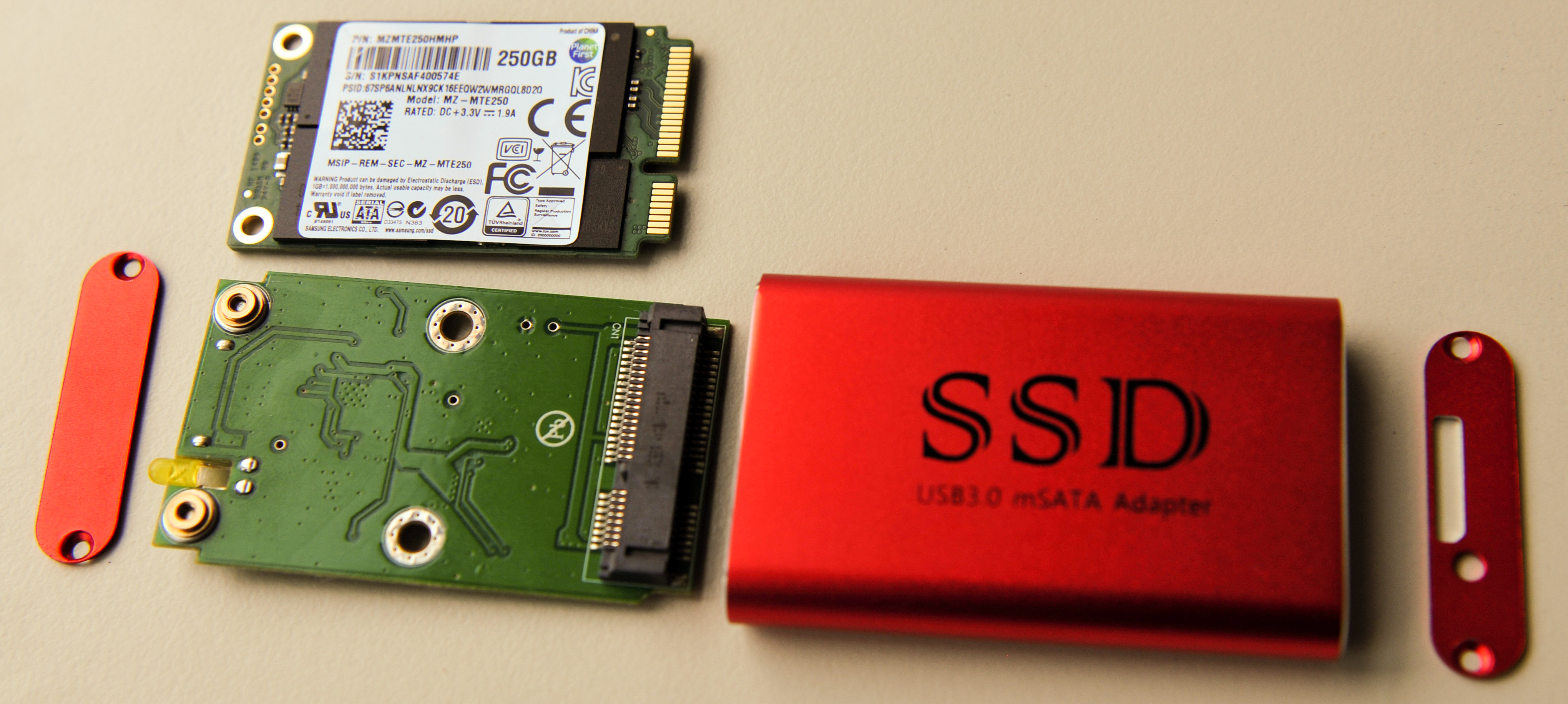
mSATA SSD

SSD-minne (av engelskans solid-state drive. På svenska rekommenderas begreppen SSD-minne, flashdrive eller halvledardisk, men SSD-disk är mer vanligt i svenskspråkig text, och även SSD-enhet och flashlagring förekommer) är ett lagringsminne (sekundärminne) i en dator, normalt baserat på NAND-flashminne och utformat med samma typ av elektriska, signalmässiga och mekaniska gränssnitt som hårddiskar. Begreppet solid state åsyftar fasta tillståndets elektronik, det vill säga elektronik utan rörliga delar. Ett SSD-minne är avsett att fylla samma funktion som en hårddisk, men saknar hårddiskens känsliga rörliga delar och kännetecknas av att det är betydligt snabbare, tystare och mindre känsligt för mekaniska stötar än en vanlig, mekanisk hårddisk. 

## Användningsområden
SSD-minnen finns i formfaktorerna 1,8 tum, 2,5 tum, 3,5 tum och även som instickskort för mSATA, PCI-Express och ExpressCard. Eftersom SSD-minnen saknar roterande skivor är de egentligen inte bundna till dessa formfaktorer, och kan designas mer eller mindre fritt, vilket kan utnyttjas för att de ska passa i elektriska produkter hos vilka liten storlek är en fördel, såsom smartmobiler och surfplattor.
SSD-minnen är dyrare än hårddiskar och tillverkas inte med lika mycket utrymme. I vissa datorer används ett SSD-minne som komplement till en hårddisk, dels som virtuellt minne och för att möjliggöra snabb start från viloläge, dels som en snabb boot-enhet innehållande operativsystem och vissa program, medan stora hårddiskar används för den riktigt utrymmeskrävande lagringen (för stora filservrar, arkiv av filmer, med mera). På marknaden förekommer även enheter som kombinerar SSD/flash och mekanisk disk, kallad Hybrid drive.

## Hastighet
SSD-minnen har hög sekventiell läs- och skrivhastighet, de enklare modellerna läser omkring 500 MB/sekund vilket är cirka fem gånger så snabbt som de vanligaste typerna av hårddiskar, medan de mer avancerade läser och skriver i mellan 1,5 och 5 GB/sekund.
Liksom hos hårddiskar är den sekventiella skrivhastigheten något lägre än läshastigheten. Söktiden eller åtkomsttiden är mycket låg, omkring 0,1 millisekunder vilket är ungefär 100 gånger snabbare än hos mekaniska hårddiskar. De låga söktiderna är den främsta prestandavinsten för den normala hemdatorn jämfört med en mekanisk disk. Under 2019 var det vanligt med kapaciteter på 120, 128, 240, 250, 256, 480, 500, 512, 960, 1000, 1024, 2000 och 2048 GB.

## Teknik
Nyare SSD-minnen bygger nästan uteslutande på MLC (Multi-Level Cell), som lagrar fler än en bit per transistor. En del SSD-minnen bygger på den äldre SLC (Single-Level Cell) vilken ger högre överföringshastighet och lägre strömförbrukning men är dyrare per megabyte att tillverka.

### SATA / PCI-Express
SSD-minnen säljs i antingen SATA-, mSATA eller PCI-express-utförande.

#### SATA
SSD-minnen som ansluts till SATA är det billigare alternativet, dessa har vanligen en läshastighet på omkring 500 MB/sekund och skrivhastighet på 400–500 MB/sekund. Typiska storlekar är 120 GB – 4 TB

#### PCI-Express
Det dyrare alternativet är enheter som kombinerar flera SSD-minnen på ett och samma kort i form av en lokal RAID-0 eller RAID-5-lösning. Detta ger oerhört mycket snabbare läs- och skrivhastighet. Dessa lösningar kan inte användas med SATA (I, II eller III) eftersom dessa gränssnitt är för långsamma. De är istället utformade som kort som stoppas in i en PCI-Express (x4, x8 eller x16) kortplats. Läs- och skrivhastigheten låg för en nyproducerad enhet år 2019 på 1500–5000 MB/sekund, skillnaden i hastighet mellan läsning och skrivning är mindre än hos SATA-kopplade SSD:er. Typiska storlekar på dessa lagringsmedia är idag mellan 120 GB och 2 TB.

## Livslängd
Ett flashminne är (till skillnad mot ROM, EPROM, SRAM, etc.) uppdelat i block som måste raderas som en enhet. Detta gäller även för de typer av flashminnen (NOR-flash) där enstaka minnesceller kan läsas och skrivas separat. Dessa block slits något vid varje radering. Ett lagringsminne baserat på MLC NAND flash (2 bitar per cell) klarar drygt 3 000 raderingar per cell (och därmed block). SLC NAND flash (1 bit per cell) har bättre livslängd och klarar 100 000 cykler. Längst livslängd har den ursprungliga SLC NOR flash (1 bit/cell), som klarar upp emot 1 000 000 raderingscykler (den används dock inte till SSD-enheter utan istället som ersättare för olika typer av ROM och EPROM).
Hur länge en SSD håller beror bland annat på hur mycket som skrivs till den. När SSD-minnena var nya på marknaden (år 2005–2010) var livslängden relativt begränsad. Exempelvis Intels SSD X-25 från år 2009 skulle enligt företaget hålla i ”minst fem år” om man skrev upp emot 20 GB/dag.
Livslängden påverkas mycket starkt av SSD-enhetens interna kontrollkretsar och algoritmer. Moderna enheter kan fördela skrivningar jämnt över minnets alla block, vilket i typfallet ökar livslängden med flera magnituder. Detta kan sägas ha möjliggjort SSD-enheternas praktiska användbarhet som generell ersättning för hårddiskar, särskilt i situationer där skrivning sker kontinuerligt (som log-filer i operativsystem och liknande).
Enligt Nordic Hardwares Svenska SSD-guiden år 2012 var resonemanget kring SSD-enheters livslängd närmast hypotetiskt, eftersom ett normalt användande ger en typisk SSD en livslängd på ett par hundra år, medan ett extremt användande ger en livslängd på ett par decennier.
Hardware.info genomförde ett uthållighetstest av Samsung 840, testet pågick mellan 2 april och 7 juni 2013. Under denna period skrevs över 880 TB data på SSD-disken – motsvarande över 214 års användning (10 GB/dag) innan det första okorrigerbara felet uppstod. Samsungs 840-serie använder även TLC-flashminnen vilket innebär att tre bitar sparas på varje enskild cell istället för de två bitar som sparas i en cell när MLC-minnen används.

## Fördelar och nackdelar år 2019

### Fördelar
- Läser och skriver data snabbt
- Okänslighet för stötar och vibrationer
- Ljudlösa
- Låg strömförbrukning (i de flesta fall), beror bland annat på att en SSD saknar rörliga delar.

### Nackdelar
- Förhållandevis dyra
- Antalet skrivningar påverkar livslängden

## Strömsnålare
I juni 2008 publicerade webbsajten Tom's Hardware en artikel som påstod att SSD:er i själva verket drog mer ström än en motsvarande konventionell hårddisk. Drygt två veckor senare publicerade de en ny artikel där de bad om ursäkt för att de tidigare testerna hade gett ett missvisande resultat. Man hade vid de första testerna mätt datorns totala strömförbrukning utan att ta hänsyn till att en dator med SSD-minne använder betydligt mindre tid med att vänta på I/O.